# Abudefduf declivifrons
Abudefduf declivifrons, vrsta tropske morske ribe, jedna od 20 u rodu Abudefduf, porodica Pomacentridae. Staništa su joj u Kalifornijskom zaljevu pa do Acapulca u Meksiku, i dalje na jug do Kostarike, uključujući i otočje Revillagigedo. Živi u plitkim vodama, uglavnom uz grebene, na dubinama do pet metara. Može narasti do 18 centimetara. Jaja su pridnena, čuvaju ih mužjaci.
Svojevremeno se smatralo da je A. declivifrons sinonim od A. concolor, dok molekularna istraživanja koje su proveli Lessios et al. (1995) nisu potvrdila da se radi o zasebnoj vrsti.
U Meksiku je poznata pod imenom Petaca mexicana; drugi nazivi za nju su Mexican nightsergeant i Mexican night sergeant.